# Sassia violacea
Sassia violacea là một loài thực vật có hoa trong họ Chua me đất. Loài này được (L.) Holub miêu tả khoa học đầu tiên năm 1998.